# Харківський національний педагогічний університет імені Григорія Сковороди
Ха́рківський націона́льний педагогі́чний університе́т імені Григорія Сковороди — один з найстаріших педагогічних вишів України, розташований у Харкові, створений у 1933 році. У складі університету 11 факультетів. Здійснюється підготовка фахівців з 54 спеціальностей. Університет має 54 кафедри та понад 600 викладачів. До університету входять низка установ освіти, серед них: 2 інститути, педагогічні коледжі, ліцеї, школи-гімназії, профільні школи.

## Історія
Харківський національний педагогічний інститут ім. Сковороди, вища школа для підготовки вчителів середніх шкіл, був заснований 1933 року шляхом відокремлення з Інституту народної освіти (1931–1932 - Інститут соц. виховання).
У 1945 р. новостворений інститут отримав ім'я філософа Г. С. Сковороди. 
У 1960-х рр. понад 3 тис. студентів; 4 факультети (фізико-математичний, філологічний, природничий і фізичного виховання), вечірній та заочний відділи; аспірантура.
У 1994 році згідно з постановою Кабінету Міністрів України змінився статус Харківського державного педагогічного інституту імені Г. С. Сковороди - його перетворено на Харківський державний педагогічний університет імені Г. С. Сковороди.
У 2004 році університету надано статус національного і надалі він називається, як Харківський національний педагогічний університет імені Г. С. Сковороди.
На території університету стоїть пам'ятник українському філософу Григорію Сковороді, який було відкрито 28 вересня 2012 року, а зруйновано у ніч на 6 липня 2022 року (близько 00:15) в результаті ракетного удару армії РФ з Бєлгорода. Також було зруйновано приміщення Харківського національного педагогічного університету імені Г.С.Сковороди. Обвалилися три поверхи в центральному корпусі закладу. Також, на місці події загинув 40-річний сторож вишу.

## Ректори
- 1933 — 1934 — Подольський Йосип Григорович
- 1934 — 1937 — Смирнова Людмила Дмитрівна
- 1937 — 1942 — Шачнєва Євгенія Василівна
- 1943 — 1945 — Шачнєва Євгенія Василівна
- 1945 — 1951 — проф., Івановський Анатолій Олексійович
- 1951 — 1959 — доц., Дементьєв Іван Пименович
- 1959 — 1962 — Повх Василь Олексійович
- 1962 — 1966 — доц., Ломов Григорій Іванович
- 1966 — 1970 — проф., Гетьманець Михайло Федосійович
- 1970 — 1980 — Бойко Михайло Федорович
- в.о. 1980 — проф., Наумов І. О.
- 1980 — 2020 — акад., Прокопенко Іван Федорович
- 2020 — наш час[коли?] — Бойчук Юрій Дмитрович

## Корпуси та кампуси

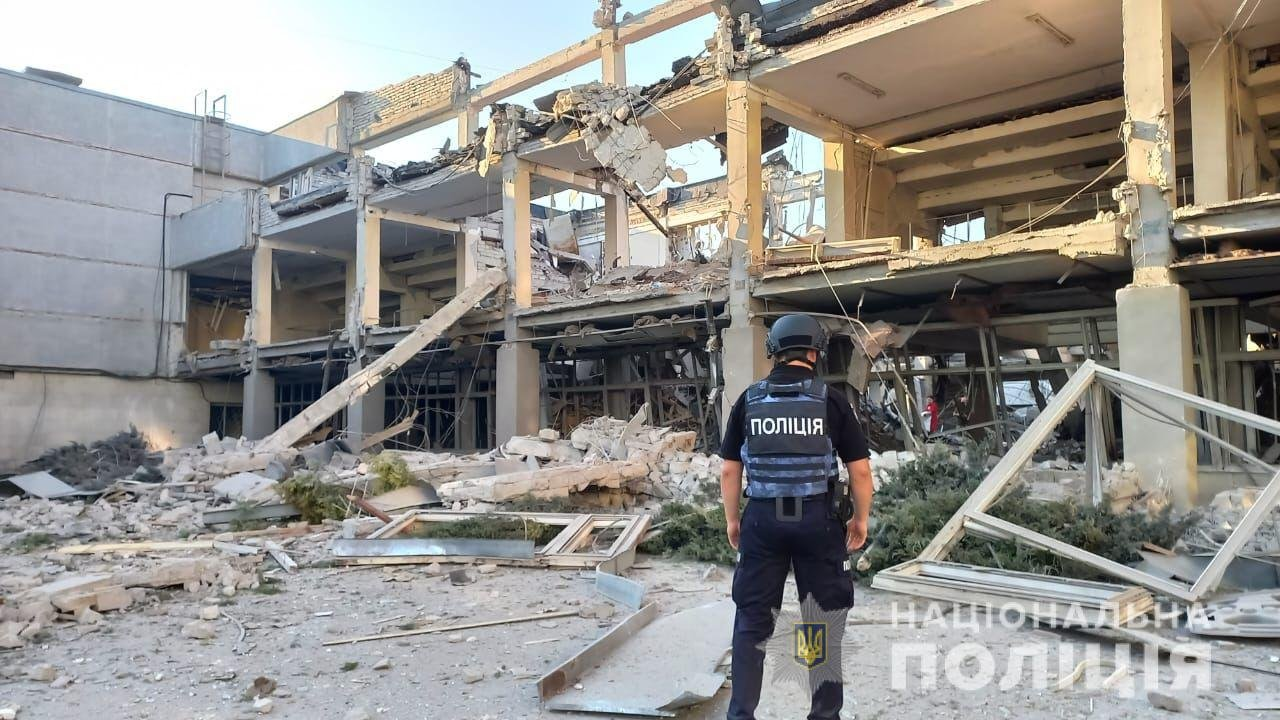
Корпус університету після обстрілу 6 липня 2022

- Головний корпус: Харків, вул. Алчевських, 29
- Навчальні корпуси:
  - вул. Валентинівська, 2 (зруйнований російським обстрілом 6 липня 2022)[7]
  - вул. Чернишевська, 60
  - пров. Фанінський, 3
- Гуртожитки:
  - пров. Фанінський, 3-В
  - просп. Ювілейний, 50
  - вул. Гвардійців Широнінців, 41-А
  - просп. Людвіка Свободи, 53-Б

## Структура

### Інститути
- Інститут інформатизації освіти
- Інститут підвищення кваліфікації педагогічних працівників і менеджменту освіти

### Факультети
- Факультет історії і права
- Природничий факультет
- Український мовно-літературний факультет імені Г.Ф. Квітки-Основ'яненка
- Факультет дошкільної освіти
- Факультет іноземної філології
- Факультет мистецтв (музика, хореографія)
- Факультет початкового навчання
- Факультет соціальних і поведінкових наук
- Факультет фізичного виховання і спорту
- Фізико-математичний факультет

## Нагороди та репутація
- Грамота Президії Верховної Ради УРСР (1969);
- срібна медаль ВДНГ у Москві (1989);
- медалі високого ґатунку на виставках «Сучасна освіта України» (1989 — срібна, 2001 — золота, 2006 — срібна);
- Срібна Стела та диплом у номінації «Якість третього тисячоліття» за Міжнародним Академічним Рейтингом «Золота Фортуна» (2002)
- золота медаль в номінації "Впровадження новітніх технологій при вивченні іноземних мов" на щорічній виставці «Сучасна освіта України» (2003);
- золота медаль на XIV міжнародної виставки навчальних закладів «Сучасна освіта в Україні — 2011» у номінації «За високі творчі досягнення в удосконаленні змісту навчально-виховного процесу національної системи освіти»;
- срібна медаль на міжнародній виставці «Сучасна освіта в Україні — 2012» та диплом у науково-педагогічному проєкті «Інтелект України» за високі творчі досягнення в удосконаленні змісту навчально-виховного процесу національної системи освіти України.

## Відомі випускники
- Виборнова Єва Ігорівна (* 1974) — українська фехтувальниця. Заслужений майстер спорту України.
- Гончар Олена Валентинівна — кандидат філологічних наук, доктор педагогічних наук, професор.
- Жаботинський Леонід Іванович — український радянський спортсмен, важкоатлет, дворазовий абсолютний олімпійський чемпіон з важкої атлетики в суперважкій ваговій категорії, встановив 19 світових рекордів.
- Жадан Сергій Вікторович — український поет, прозаїк, перекладач, громадський активіст.
- Ложкін Борис Євгенович — бізнесмен, стратегічний інвестор, колишній глава Адміністрації Президента Порошенка.
- Ляшко Олег Валерійович — український політик, лідер Радикальної партії Олега Ляшка (закінчив юридичний факультет).
- Танасевич Олена Віталіївна — перша очільниця Вищого антикорупційного суду України (закінчила юридичний факультет).
- Шевченко Павло Іванович — український педагог та організатор освіти, ректор Криворізького державного педагогічного інституту
- Кучер Олексій Володимирович — українській політик. Ексголова Харківської ОДА. Голова Державної регуляторної служби України

## Науковці
- Денисенко Анжела Олегівна — заслужений працівник освіти України[8].
- Кім Хомич Балабуха — професор кафедри української та світової літератури
- Козіна Жаннета Леонідівна — професор, доктор наук з фізичного виховання та спорту, завідувач кафедри олімпійського і професійного спорту, відмінник освіти України, головний редактор журналу Здоров’я, спорт, реабілітація  (Здоровье, спорт, реабилитация, Health, sport, rehabilitation)